# Yasuhikotakia splendida
Yasuhikotakia splendida és una espècie de peix de la família dels cobítids i de l'ordre dels cipriniformes.

## Morfologia
- Fa 10 cm de llargària màxima i presenta entre 14 i 19 franges irregulars i estretes als flancs.
- 12 radis tous a l'aleta dorsal.
- Aleta dorsal amb 8 radis ramificats.
- 31 vèrtebres.
- Es diferencia de totes les altres espècies del mateix gènere per tindre una gran taca fosca al peduncle caudal (la qual forma un anell complet envoltant el peduncle) i, també (llevat de Yasuhikotakia morleti), per tindre les aletes dorsal, anal i caudal de color groc pàl·lid o brillant amb taques fosques i oblongues a la caudal.[3][4][5]

## Hàbitat i distribució geogràfica
És un peix d'aigua dolça, demersal i de clima tropical que viu a Àsia a la conca del riu Mekong a Laos i Tailàndia. Comparteix el seu hàbitat amb Yasuhikotakia modesta, Yasuhikotakia nigrolineata i Syncrossus.

## Amenaces
La seua principal amenaça és la construcció de preses.

## Observacions
És inofensiu per als humans.